# بيرني رايت
بيرني رايت (بالإنجليزية: Bernie Wright)‏ (17 سبتمبر 1952 ببرمنغهام في المملكة المتحدة - ) هو حكم كرة قدم ولاعب كرة قدم بريطاني في مركز الهجوم. لعب مع برادفورد سيتي وبورت فايل ونادي إيفرتون ونادي والسول ونادي كيدرمينستر هاريرز لكرة القدم ونادي ووستر سيتي ونادي غلوستر سيتي ونادي تشيلتنهام تاون لكرة القدم وTrowbridge Town F.C. ‏.

## وصلات خارجية
- بيرني رايت على موقع قاعدة بيانات كرة القدم.إي يو (الإنجليزية)